# Equatória

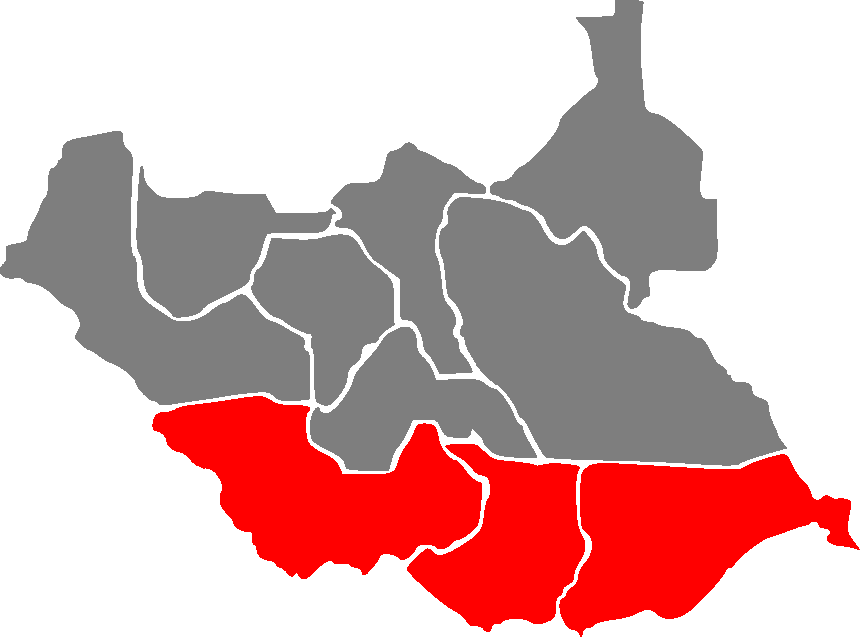
Localização da região de Equatória no Sudão do Sul

Equatória (em árabe: Al-Istiwa'iyah, الاستوائية)) é uma das regiões do Sudão do Sul. Fica no sul do país.
A província foi criada por Samuel White Baker em 1870, antes de ser sucessivamente governada por Charles Gordon em 1874, e depois por Emin Paşa em 1878. A revolta mahdista pôs fim à presença egípcia em 1889, apesar da expedição de socorro a Emin Paşa, antes de ficar sob domínio inglês.
O estado de Bahr el-Ghazal foi separado de Equatória em 1948. A região foi palco de violentos confrontos durante a primeira e a Segunda Guerra Civil Sudanesas, e serviu de base de retaguarda aos movimentos revoltosos ugandeses, como o Exército de Resistência do Senhor.
A região engloba os estados de Equatória Ocidental, Equatória Central, e Equatória Oriental. Faz fronteira com a República Centro-Africana a oeste, com a República Democrática do Congo, o Uganda e o Quénia a sul, com a Etiópia a leste e com as regiões de Bahr el-Ghazal e Grande Nilo Superior a norte.